# Egzonim
Egzonim (od gr. ἔξω, éksō, „poza” i ὄνομα, ónoma, „nazwa”) – nazwa używana w danym języku na określenie ludów lub obiektów geograficznych występujących poza obszarem funkcjonowania danej kultury. Egzonim odróżnia się swoją formą od endonimu, czyli określenia funkcjonującego w języku miejscowym, sformułowania używanego przez mieszkańców obcego obszaru geograficznego . Np. angielski egzonim Prague, odnoszący się do miasta Pragi, odpowiada czeskiemu endonimowi Praha .
Termin ten został wprowadzony w 1957 roku przez Marcela Aurousseau , a jego urzędowa definicja została zatwierdzona w 2002 roku na VIII Konferencji ONZ w Sprawie Standaryzacji Nazw Geograficznych.
Zalecane formy polskich egzonimów ustala Komisja Standaryzacji Nazw Geograficznych, publikując ich wykazy.

## Przykłady egzonimów
| egzonim          | endonim                                                                                        |
| ---------------- | ---------------------------------------------------------------------------------------------- |
| Francja          | France (francuski)                                                                             |
| Praga            | Praha (czeski)                                                                                 |
| Kolonia          | Köln (niemiecki)                                                                               |
| Kanał Bristolski | Bristol Channel (angielski)                                                                    |
| Łaba             | Elbe (niemiecki) / Labe (czeski)                                                               |
| Alpy             | Alpes (francuski) / Alpen (niemiecki) / Alpe (słoweński) / Alpi (włoski) / Alps (retoromański) |
| Ćennaj           | Chennai (angielski) / Ćennaj (hindi) / Sennaj (tamilski)                                       |
| Walia            | Wales (angielski), Cymru (walijski)                                                            |

### Polskie egzonimy
Polskie egzonimy zwane są również polskimi nazwami geograficznymi świata, lecz termin ten jest nieco szerszy i obejmuje również nazwy, które formalnie nie spełniają definicji egzonimu, lecz w praktyce funkcjonują jako egzonimy. Przykładem takiej nazwy jest Dunaj, który nie jest egzonimem, gdyż polska nazwa jest identyczna ze słowackim endonimem tej rzeki oraz ukraińskim endonimem Дунай zapisanym w polskiej transkrypcji (pozostałe endonimy to: niem. Donau, węg. Duna, chorw. Dunav, serb. i bułg. Дунав, rum. Dunărea).

### Inne przykłady egzonimów
Termin „egzonim” bywa także odnoszony do egzoetnonimów, czyli nazw nadanych grupie ludzi lub nacji poprzez osobę/osoby nienależące do tejże grupy.
| egzonim    | nazwa lokalna |
| ---------- | ------------- |
| Albańczycy | Shqiptarë     |
| Baskowie   | Euskaldunak   |
| Finowie    | Suomalaiset   |
| Niemcy     | Deutsche      |
| Węgrzy     | Magyarok      |
| Włosi      | Italiani      |